# 帕克城 (肯塔基州)
帕克城（英語：Park City）是一個位於美國肯塔基州巴倫縣的城市。

## 地方資料
根據2020年美國人口普查的數據，帕克城的面積為3.81平方千米，當中陸地面積為3.80平方千米，而水域面積為0.01平方千米。當地共有人口614人，而人口密度為每平方千米161.15人。